# 남송 소제
송소제(宋 少帝 중국어 간체자: 赵昺, 정체자: 趙昺, 병음: Zhao Bǐng, 1272년 2월 12일(음력 1월 12일) ~ 1279년 3월 19일(음력 2월 6일))은 남송의 제 9대 황제이자 마지막 황제(재위 : 1278년 5월 10일 ~ 1279년 3월 19일)이다. 묘호를 부여받지 못하여 즉위 이전의 작위를 따서 위왕(衛王), 연호를 따서 상흥제(祥興帝), 휘를 따서 제병(帝昺), 어린 황제라는 뜻으로 소제(少帝) 등으로 다양하게 지칭된다. 최근의 대부분의 역사책에서는 대부분 회종(懷宗)으로 묘호를 통일하나 공식적인 묘호는 아니다. 본문에서는 능의 이름인 소제릉(少帝陵, 송소제릉)을 따라 소제로 통일한다.

## 생애
1272년, 도종의 7번째 아들로 태어났다. 어머니는 수용(修容) 유씨(兪氏)이다.
1274년, 형인 공종(恭宗)에 의해 신왕(信王), 이어 다시 광왕(廣王)에 봉해졌다.
1276년, 수도인 임안(臨安)이 원나라군에게 함락되고 형 공종이 항복하자 국구 양량절(楊亮節)과 대신 육수부, 장세걸, 진의중(陳宜中), 문천상 등은 단종과 소제를 데리고 절강(浙江) 금화(金華)로 도피하여 단종을 옹립한다. 이 때 소제는 단종에 의해 위왕(衛王)에 봉해졌다.
1278년, 단종이 병으로 죽자 육수부, 장세걸 등에 의해 옹립되어 홍콩의 란터우섬에서 연호를 상흥(祥興)으로 하고 즉위했다.
당시 원나라군은 바얀이 1276년에 군사 요충지인 푸젠성 취안저우시의 호족인 포수경을 포섭, 그로부터 선박 및 숙련된 선원을 제공받게 되어 약했던 해상에서도 남송군에 대해 유리하게 싸울 수 있게 된 상태였다. 원나라측의 기록에 의하면 남송함대는 1,000척의 대형 선박을 모두 한데 묶어서 화재방지용으로 선체외장에 진흙을 칠하고 적이 가까이 오지 못하게 긴 목재를 묶어서 붙여놓아 방어망을 만들어 기름을 이용해 화공을 가하려는 의도를 가진 원나라군을 물리쳤다고 한다.
그러나 1279년 2월에 이르러 기나긴 소모전에 피로가 쌓인 남송군은 패주하기 시작했고 3월 19일, 중국 남부 광저우 남서쪽의 애산(오늘날의 광둥성 장먼 시)에서 원나라와 남송의 최후 결전이 있었다. 이 전투가 임안의 함락과 공종의 항복으로 사실상 남송이 완전히 멸망하게 된 애산 전투로 전투의 와중에도 육수부는 어린 황제에게 대학을 가르쳤다. 전투 후 패배에 절망한 남송의 신하 및 간부들이 차례로 물에 뛰어들었고 소제도 육수부와 함께 물에 뛰어들어 자결함으로써 송나라는 멸망했다.
남송이 망할 때 순국한 충신은 다른 왕조에 비해 대단히 많았으나, 원나라의 통치 아래에서 송나라의 유민으로 살아 남은 사대부도 있어 문장궤범(文章軌範)을 편찬한 사방득(謝枋得), 십팔사략을 저술한 증선지(曾先之), 자치통감음주(호삼성음주: 자치통감의 주석서)를 저술한 호삼성(胡三省) 등, 문학 사학에서 이름을 남긴 인물들도 많았다.

## 재상
| 순서 | 이름            | 재임기간        | 칭호           | 자(字)      | 봉호            | 시호 |
| ---- | --------------- | --------------- | -------------- | ----------- | --------------- | ---- |
| 1    | 문천상 (文天祥) | 1278년          | 우승상(右丞相) | 송서 (宋瑞) | 신국공 (信國公) | -    |
| 2    | 육수부 (陸秀夫) | 1278년 ~ 1279년 | 좌승상(左丞相) | 군실 (君實) | -               | -    |

## 가족 관계

### 조부모와 부모
- 조부 : 영왕(榮王) 조여예(趙與芮)
- 조모 : 제국부인(齊國夫人) 황씨(黄氏)
- 부친 : 도종(度宗) 경효황제(景孝皇帝) 조기(趙禥)
- 모친 : 수용(修容) 유씨(兪氏)

## 기년
| 소제        | 원년            | 2년        |
| ----------- | --------------- | ---------- |
| 서력 (西曆) | 1278년          | 1279년     |
| 간지 (干支) | 무인(戊寅)      | 기묘(己卯) |
| 연호 (年號) | 상흥(祥興) 원년 | 2년        |

## 같이 보기
- 송나라의 황제
- 송나라의 경제